# 緬甸貓
緬甸貓（英語：Burmese cats，泰語：subh-bha-lak，意是幸福，美麗和華麗的外表）是一種家貓品種，主要分為兩種：美國緬甸貓和英國緬甸貓。官方沒有承認這種分別，但他們都正式地稱英國的貓主培育的類型為歐洲緬甸貓。
原本天然的緬甸貓只有像貂皮一樣的褐色，但經多年的品種改良後產生了很多不同的毛色。不同的組織對緬甸貓的條件也有若干的不同。作為寵物，緬甸貓非常友善和聰明。牠們喜歡叫，經常呼喚牠的主人。

## 特徵
緬甸貓在美國被視為外國的短毛貓。品種的眼珠顏色應為金色或琥珀色，雖然與暹羅貓雜交有可能生出藍色或綠色眼珠。純種的緬甸貓從遺傳學上不可能是藍色或藍綠色眼睛的。
緬甸貓的毛髮有絲綢般光澤，不用特意梳理。英國緬甸體型較小，但不會小得像東方短毛貓。，而美國緬甸貓則較強壯。純種緬甸貓的壽命比一般純種貓長壽，可活到16至18歲。
緬甸貓和暹羅貓一樣愛叫，不過牠們的叫聲較柔和甜美。牠們愛與人生活，和主人很親密，亦對人類活動很有興趣。愛貓會(CFA)的緬甸貓品種資料記載道，緬甸貓的野生生存本能如逃避危險和打鬥等都已隨著多年被飼養而退化。然而另有資料顯示雖然緬甸貓很少襲擊人類，牠們依然有足夠能力好好防禦自己受其他貓襲擊，即使是體型比較大的敵人。
緬甸成貓依然保有幼貓時期的好奇和活力，牠們是貪玩的運動家。有時牠們會玩尋回物件的遊戲。

## 歷史
最早關於緬甸貓的記錄是來自暹羅，即後來的泰國。在大城王國時代的暹羅有十七首圖解的詩描寫了三種不同的貓，似乎指以下幾種已知的品種：就是暹羅貓(Vichien Mat)，科拉特貓(Si-Sawat)和銅貓(Thong Daeng，即現代的緬甸貓)。一般認為這些品種在十八世紀緬甸人入侵之前一直留在泰國，而緬甸士兵可能帶走了廟宇中的貓回緬甸。
1871年「貓痴之父」哈利遜．威爾在英國水晶宮舉行第一次貓展。一對列為「暹羅貓」的參展貓體型上和現代的美國緬甸貓極相似。自此之後，養貓愛好者開始組織貓會和貓展。此品種才初步定義。十九世紀後期的英國，一隻緬甸貓被當成巧克力色的暹羅貓；這個誤會持續了好一段時間，令緬甸貓經常和暹羅貓雜交而令緬甸貓品種的體型越來越接近暹羅貓。原先的品種特徵漸漸在英國消失了。
1930年，J.C. Thompson博士引入名為「黃貓」的棕色雌貓到三藩市。一如以前一樣，很多飼主都以為牠是一隻異色的暹羅貓，但 Thompson 博士認為牠的體型和暹羅貓有很大差別，斷定牠是其他品種。可是由於沒有雄性同種貓與牠交配，黃貓和一隻來自泰國名叫「大貓」的斑點暹羅貓交配。後來黃貓再和自己兒子交配，生下的暗褐色的小貓稱為「緬甸貓」。1936年CFA(Cat Fancier's Association)決定接納並定義緬甸貓品種。
然而，因為此品種經常是從以和暹羅貓雜交而得，它的原種的純正開始消失了。1947年五月八日，CFA開始質疑緬甸貓是否仍可視為純種貓。不過其他美國的貓會依然繼續為緬甸貓註冊。1954年CFA再次提出同樣質疑。直到1958年，一個獨立的育貓團體——緬甸貓同好聯盟(United Burmese Cat Fanciers)定義了一個評審理想緬甸貓的共用標準。

## 基因特色
緬甸貓的咖啡色毛皮是緬甸貓基因(cb)——其中一種白化基因導致的，令本身黑色的毛的顏色變得較淡的咖啡色。而其他顏色也會變得較淺 （页面存档备份，存于） 由於這種基因在體溫越高的部位作用越大，所以有些貓的毛色較深都分佈在身體末端，體溫較低的部位，如臉部、耳朵、尾巴和四肢等。幼貓的毛色較明顯受這種白化基因影響。
這種緬甸貓基因也存在於其他貓品種裡，特別是德文卷毛貓, 因為牠擁有純合子(cbcb)基因排列，因此擁有如緬甸貓一般的「褪色」現象。它和暹羅貓(cbcs)交配後形成貂皮色或深色斑點。新加坡貓也擁有純合的緬甸貓基因，沒有藍色眼珠的雪豹都有這種基因。

緬甸貓的其他姊妹品種，擁有同樣的體型但呈現出其他毛色和斑紋，而並不納入緬甸貓品種中的貓，一般稱為「亞洲貓」。

### 爭議
過去三十年來在緬甸貓的外型上都一直存有爭議，現在大致分為兩種說法。美國育貓者主張應為「現代緬甸貓」("美國緬甸貓")，即鼻子較短、顱骨較圓。1980年代CFA否定了「傳統緬甸貓」品種(或"英國緬甸貓")。英國GCCF則採取相反態度，拒絕替「現代緬甸貓」登記，以保存「傳統」緬甸貓的血統。
戴維斯加利福尼亞大學獸醫系博士Leslie A. Lyons正在研究造成這種頭部特徵差異是哪一種基因突變。這個研究的意義是：造成這種頭部特徵差異的對偶基因是隱性的或是上位的。所以，剔出擁有這種基因的貓 以從基因庫中消滅這種基因，是一個非常漫長的過程。因為隱性對偶基因很少會完全在基因庫中消失的。相對而言，更快的方法是在交配前，進行基因測試去檢查是否帶有對偶基因。

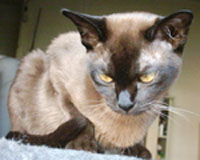
英國緬甸貓
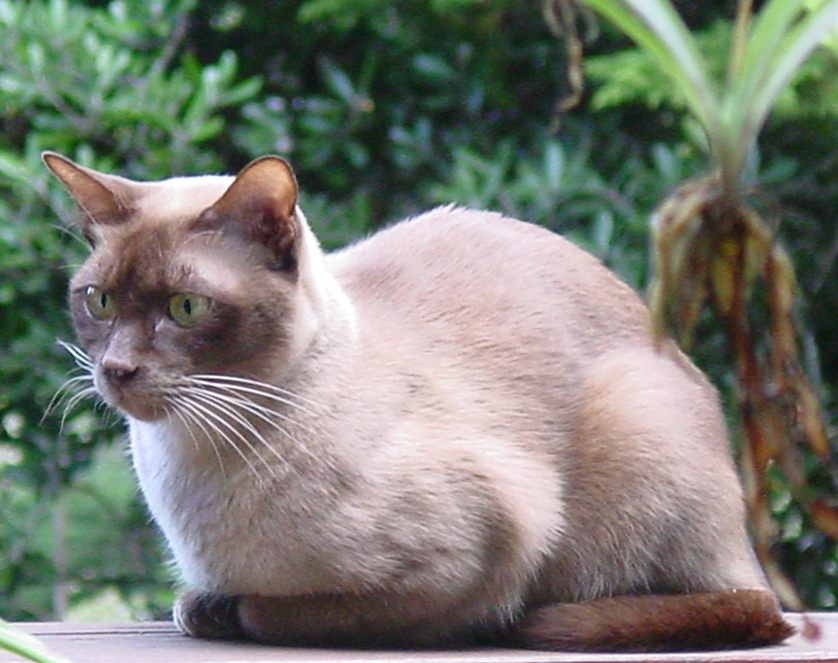
巧克力色英國緬甸貓
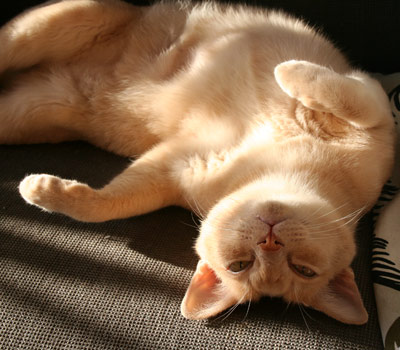
奶油色英國緬甸貓
一歲英國緬甸雄貓
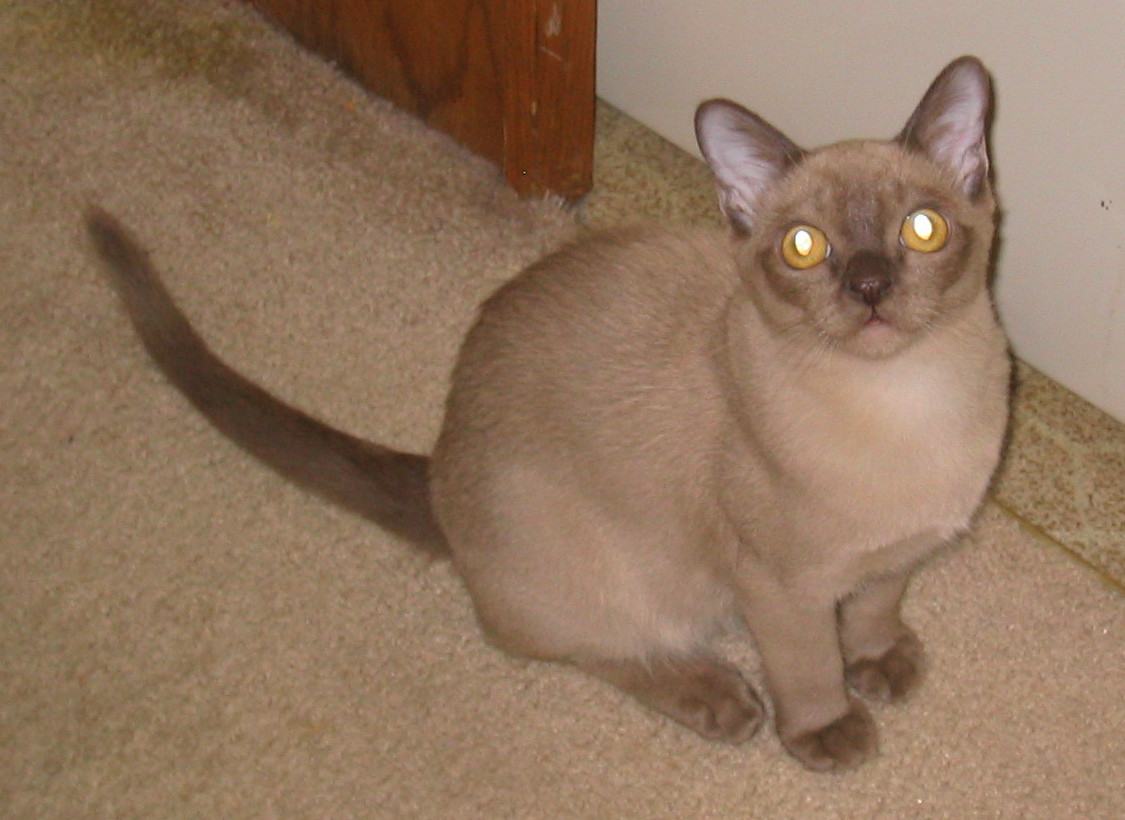
香檳色美國緬甸貓
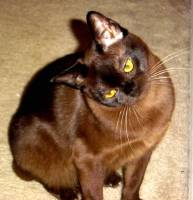
一歲貂皮美國緬甸雄貓
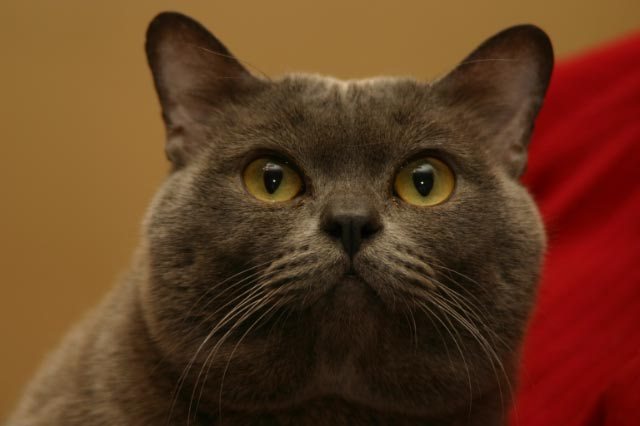
藍色美國緬甸雄貓
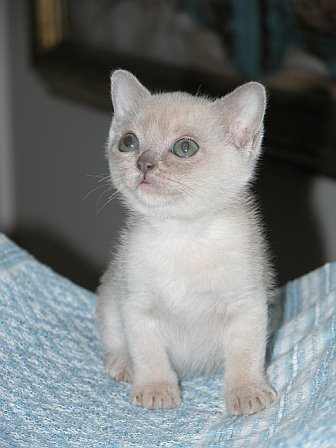
鉑色美國緬甸雌貓

## 外部連結
- Taylor, David. . Dorling Kindersley Publishers Ltd. 1989. ISBN 0863183719. 4th printing
- National Alliance of Burmese Breeders, a CFA-affiliated Burmese Club
- NABB Burmese pedigree database
- Burmese-Burmilla pedigree database
- New Zealand Burmese Cat Club
- UK Burmese Cats and Kittens  （页面存档备份，存于）
- United Burmese Cat Fanciers (UBCF), a non-affiliated global Burmese Cat Club